# Carnevale storico persicetano
Il Carnevale Storico Persicetano è una festa che ha luogo nella città di San Giovanni in Persiceto, nella città metropolitana di Bologna. Ciò che rende questa manifestazione carnevalesca unica nel suo genere è il caratteristico spettacolo dello Spillo, il quale avviene al culmine della sfilata di ogni carro e viene valutato da una giuria di esperti, portando alla definizione di una graduatoria che anno dopo anno consacra un vincitore del Carnevale.

## Storia
Il Carnevale Persicetano nacque ufficialmente il 15 febbraio 1874. In realtà già negli anni precedenti si svolgevano manifestazioni carnevalesche in paese e negli archivi si trovano testimonianze di eventi risalenti all’inizio del XVII secolo. Nel 1873, appena finito il periodo di Carnevale, grazie all’intuizione di alcuni intraprendenti persicetani, si cominciò a pensare all’anno successivo. L’idea era quella di riunire le numerose iniziative presenti in paese e di gestirle tramite un’unica associazione che avrebbe preso il nome di "Società del Bertoldo" con l’obiettivo di organizzare un Carnevale più democratico in cui tutto il popolo fosse partecipe. Nel corso degli anni la Società del Bertoldo ebbe naturali evoluzioni tanto da diventare nel tempo la "Società Bertoldo e Bertoldino" che poi confluì nell’attuale "Associazione Carnevale Persiceto". Le guerre e le crisi economiche determinarono la sospensione del Carnevale in alcuni periodi che ancora si interruppe dal 1956 al 1969 nel mezzo di forti contrasti politici locali per poi rinascere in maniera ancora più spettacolare nel 1970; da allora non ci sono più state interruzioni. Nella sua storia di Persiceto Giovanni Forni, in corrispondenza dell’anno 1893, scrive:
(Giovanni Forni, Persiceto e San Giovanni in Persiceto (dalle origini a tutto il secolo XIX). Storia di un comune rurale)
Oggi fra le manifestazioni culturali tipiche del territorio persicetano una delle più importanti, sia per la partecipazione attiva dei cittadini sia per l’afflusso di pubblico, è sicuramente il Carnevale Storico. Gli spettacolari e coloratissimi carri, realizzati con grande perizia artigiana da artisti locali, sfilano nelle due domeniche antecedenti la Quaresima sia a Persiceto, che nella frazione maggiore, San Matteo della Decima. La rivalità fra il Carnevale Storico Persicetano e il Carnevale di Decima è di lungo corso, così come la consuetudine delle sfilate che si fa risalire addirittura al XIX secolo.

## La maschera di Bertoldo
Come per ogni Carnevale che si rispetti, anche quello di San Giovanni in Persiceto aveva bisogno di una maschera. Questo fu subito chiaro agli organizzatori che la individuarono nel personaggio di Bertoldo. Bertoldo, assieme al figlio Bertoldino e alla moglie Marcolfa, fu un’invenzione letteraria del cantastorie e scrittore persicetano Giulio Cesare Croce. Nell’opera “Le sottilissime astuzie di Bertoldo”, scritta dal Croce nel 1606, il villano Bertoldo incarna la quintessenza dell’arguzia, dello sberleffo irriverente e del linguaggio essenziale, diretto e fatto di cose concrete. Per questo ed altre cose ancora, Bertoldo, entrato nell’immaginario collettivo come il contadino “scarpe grosse e cervello fino”, fu pensato come maschera rappresentativa del Carnevale Persicetano. Tuttavia, secondo gli organizzatori, le caratteristiche della maschera sarebbero dovute essere diverse dal personaggio originale del Croce. Il Bertoldo carnevalesco non sarebbe stato il villano alla corte del Re, bensì il Re della giocondità, del buon umore, della buona cucina, paternamente indulgente alle scappatelle dei giovani e alle sentimentali distrazioni delle belle donne. Un sovrano, insomma, che parla e tratta con il popolo nella maniera più democratica. Pur avendo molti punti in comune, il Bertoldo del Croce e il Re Bertoldo del Carnevale Persicetano, non possono quindi essere considerati la stessa cosa. La maschera di Re Bertoldo ebbe una decisa evoluzione nei primi anni di vita e assunse le sue caratteristiche attuali grazie agli autori dei discorsi in dialetto che il Re teneva in teatro per l’apertura dei Corsi Mascherati, tradizione che si perpetua tuttora.

## La manifestazione
Ancora oggi nel più che centenario Carnevale persicetano, i carri allegorici — realizzati da folti gruppi di amici, scenografi e progettisti riuniti in oltre quindici società — sfilano per le vie del centro preceduti dal re del carnevale Bertoldo, con Bertoldino, la moglie Marcolfa e la loro corte. La manifestazione mantiene la sua struttura originaria dalle origini e consiste nella sfilata di carri allegorici che avviene su due domeniche: la prima è "La domenica degli Spilli", la seconda è "La domenica delle Premiazioni". L’apertura delle manifestazioni carnevalesche è affidata a Re Bertoldo attraverso la lettura del discorso della Corona, una composizione dialettale che alle origini veniva fatta in teatro comunale mentre ora avviene nella Piazza del Popolo, il cuore pulsante del paese.
Piazza del Popolo, nei giorni di Carnevale, diventa un gigantesco teatro; addossata al Palazzo Comunale viene infatti montata una tribuna che contiene un migliaio di spettatori mentre la Chiesa Collegiata e alcuni palazzi di architetture varie che raccontano la storia del paese, fanno da scenografie naturali e urbane al teatro di popolo, il luogo dove ogni anno una comunità gioca in maniera intelligente con le proprie radici rurali. I carri di Carnevale attualmente sono dieci e sono realizzati da altrettante società carnevalesche, distinti in carri di prima e di seconda categoria. Ciascuna di queste conta decine o centinaia di affiliati e di simpatizzanti. Ogni Società ha un proprio nome e si distingue per caratteristiche e peculiarità, declamate anche in lingua dialettale: Ocagiuliva, Jolly & Maschere, Mazzagatti, I Gufi, Accademia della Satira, Maistóf, I Corsari, Brôt & Catív, Afidi della Scarpa e Figli della Baldoria. I Mazzagatti è la società più antica ancora in vita essendo nata nel 1968, mentre le società più vittoriose sono l'Accademia della Satira con 13 successi e i Pipistrelli con 14 successi; i Pipistrelli non sono più in attività dagli anni Ottanta.
Ogni società ha un progettista, generalmente un architetto o un’artista, che elabora un progetto che poi i vari componenti della società dovranno realizzare. Alcuni di questi progettisti, che vengono definiti professori, sono stati artisti famosi a livello nazionale o internazionale, come ad esempio Quinto Ghermandi, Pirro Cuniberti, Giansebastiano Sani, Mario Martinelli, Giorgio Celli.
Oltre ai Carri di Prima Categoria sfilano anche le mascherate di gruppo e le mascherate singole, pure loro sottoposte a una competizione e a una premiazione.

## I carri e lo Spillo
I carri cominciarono a sfilare per le strade di Persiceto già da quel lontano 1874. Si formarono società tra gruppi di amici, di conoscenti e si intraprese quella che, nel corso degli anni sarebbe diventata una grande e meravigliosa avventura carnevalesca. Poco alla volta questa avventura cominciò a sviluppare una magia, quella dello Spillo, caratteristica unica e inimitabile del Carnevale Persicetano. "Spillo" è l’italianizzazione del vocabolo dialettale Spéll, che nell’Ottocento assumeva il significato citato dall’antico vocabolario di dialetto bolognese della Coronedi Berti; alla voce Spéll si legge infatti: “Il trasfigurare, il far mutare effige e figura; e lo diciamo di que’ giuochi che si fanno ne’ spettacoli. Diciamo che una cosa l’ha fat spel quando, avendola sott’occhio, a un tratto non la vediamo più”. Spéll significa letteralmente “zampillo” o “schizzo”, ma anche con il significato di trasfigurazione.
Lo Spéll del Carnevale di Persiceto coincide infatti con il momento in cui, in Piazza del Popolo, il carro racconta una storia trasformandosi in un qualcosa di diverso e svelando alla giuria e al pubblico il significato dell’allegoria per il quale è stato costruito. Il carro non solo svela cose nascoste al suo interno ma può anche assumere forme che, nelle costruzioni meglio riuscite, lo rendono completamente diverso dalla struttura originale.Il carro si fa così palcoscenico, la piazza diventa teatro e la sfilata si muta in rappresentazione.
L’origine dello Spéll è probabilmente da individuare nei primissimi anni della manifestazione carnevalesca quando una società, la Società dei Venti, realizzò nel 1885 un carro che mutava aspetto durante la sfilata. Dagli anni successivi questa caratteristica fu ripresa dalle altre società e mai più abbandonata. Quindi, fin quasi dalle origini, lo Spillo è la caratteristica fondamentale dei corsi mascherati di Persiceto, caratteristica che giustifica ampiamente la denominazione di Città dello Spillo assegnata al paese un paio di anni fa dall’Amministrazione Comunale. Con il passare degli anni e con l’evolversi della tecnologia, lo Spéll ha subito una continua evoluzione, ma nel suo significato è rimasto quello di un secolo fa.
Ecco allora che, la prima domenica delle manifestazioni, i carri delle società carnevalesche si fermano in Piazza del Popolo, trasformata in teatro per l’occasione. Ogni carro sfila "chiuso" per il paese, e una volta giunto in piazza, dopo aver letto una breve relazione introduttiva, il presentatore pronuncia la fatidica frase "il carro può eseguire lo Spillo": il carro quindi si trasforma quasi completamente, dischiudendosi e svelando così la propria allegoria, formata da ulteriori scenografie, maschere e personaggi che recitano una breve pantomima, il tutto accompagnato da una colonna sonora. Il carro diviene quindi un palcoscenico, in cui la piazza funge da teatro e la sfilata da rappresentazione. Una volta completato lo Spillo, dai carri vengono lanciati dolciumi e giocattoli. Quando il carro è in piazza ha quindici minuti di tempo per raccontare la sua storia. La può raccontare con l’ausilio di attori, di una colonna sonora, con le figure costruite sul carro e soprattutto con i movimenti dello stesso. Nel corso degli anni lo Spillo del Carnevale di Persiceto si è consolidato come una grande opera di artigianato che include, oltre agli aspetti meccanici ed elettronici, anche le arti della recitazione, della pittura, della scultura, della musica e della letteratura. Si tratta di un’arte effimera: i mesi di lavoro spesi ogni anno in cantiere servono solo per quei quindici minuti. I carri dopo lo Spillo continuano a sfilare per le vie del centro storico ma, da quel momento in poi, diventano carri normali, privi della magia che li ha caratterizzati durante lo Spillo.

## La competizione

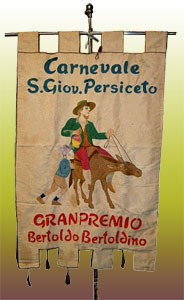
Il gonfalone di Bertoldo e Bertoldino: lo stendardo più bianco è l'ambito premio per le società carnevalesche.

Lo Spillo viene valutato da una giuria composta da tre esperti che emettono verdetti sull’architettura, sulla pittura, sulla scultura, sul soggetto e sullo svolgimento. I giudizi si traducono in voti e in una classifica finale che sancisce la vittoria dell’ambito Gonfalone che verrà custodito dalla società prima classificata fino al Carnevale successivo. Ogni Gonfalone ha un proprio colore: più è alta la posizione in classifica, più è chiaro il colore dello stendardo; la società vincitrice porterà quindi nella propria sede uno stendardo bianchissimo, mentre la società classificata per ultima lo riceverà di colore nero.
La Giuria redige infatti una relazione elaborando una valutazione per ciascuno dei tre elementi di valutazione: "Pittura e Scultura", "Architettura e Costruzione", "Soggetto e Svolgimento". La Giuria assegna un punteggio per ciascun elemento stilando una graduatoria definita dal risultato complessivo ottenuto.
I giurati sono scelti da un notaio in base alle loro competenze; tra i giurati si ricordano il giornalista e scrittore Michele Serra (che scrisse su Repubblica un articolo dopo la sua partecipazione), il cantante e scrittore Roberto Freak Antoni, il presentatore Enzo Tortora, l’entomologo e artista Giorgio Celli, la giornalista Serena Dandini; oltre ad altri innumerevoli architetti, pittori e registi più o meno conosciuti in ambito locale e nazionale.
Se nella domenica dello Spillo ogni carro racconta una storia, la domenica della premiazione è il momento della competizione e della rivalità. I voti sono espressi in trentesimi, e corredati da un giudizio. E la lettura dei pareri espressi dalla giuria per ciascun carro è il secondo grande spettacolo, dopo lo Spillo, del Carnevale Persicetano. I carri entrano in piazza uno alla volta, si fermano al centro e ciascuna società si schiera tutt’attorno in trepida attesa. Il presentatore apre la busta contenente il giudizio e un breve silenzio denso di aspettative cala sulla piazza. Quello che ha scritto la giuria scatenerà un’immensa gioia o profondissime delusioni. E queste emozioni si manterranno per un anno intero, fino a quando il Gonfalone non sarà di nuovo messo in palio.
Infine, il lunedì successivo, le società si ritrovano tutte assieme in un grande spazio pubblico, in compagnia dei giurati, per il “Processo del lunedì”, un momento di confronto, tra goliardia e professionalità, in cui i giudici spiegano le motivazioni delle loro scelte e i carnevalai accolgono, oppure contestano, i pareri dei professori che li hanno giudicati.

## Risvolti sociali
San Giovanni in Persiceto, durante il Carnevale, è il Carnevale stesso. Ogni società ha più di un centinaio di soci e, considerando le rispettive famiglie, o gli amici, si può dire che il numero di persicetani attivamente coinvolti nella manifestazione oscilla tra le duemila e le tremila unità. Per il paese il Carnevale è un momento di grande aggregazione; nelle società convivono contemporaneamente bambini, ragazzi, genitori, adulti e anziani. Il Carnevale è anche un momento di alta creatività dove il tempo dedicato assume un grande valore di coesione sociale nella realizzazione di un progetto artistico. La competizione è fortissima, un vero e proprio palio cittadino; tuttavia questa competizione, corredata dagli sfottò e dagli sberleffi dei vincitori nei confronti delle altre società, è uno degli elementi aggreganti che fanno sì che l’identità paesana sia un sentimento fortemente radicato in quasi tutti i persicetani.

## Statistiche

### Classifica ufficiale (dal 2000)
| Anno | Società                | Carro                                                                                                 | Pittura e Scultura | Architettura e Costruzione | Soggetto e Svolgimento | Totale punti |
| ---- | ---------------------- | --- | ------------------ | -------------------------- | ---------------------- | ------------ |
| 2000 | I Gufi                 | Peiperviù                                                                                             | 30                 | 29                         | 30                     | 89           |
| 2001 | Mazzagatti             | Il mio villaggio disincartato                                                                         | 30                 | 30                         | 29                     | 89           |
| 2002 | Accademia della satira | Eurostory                                                                                             | 30                 | 29                         | 30                     | 89           |
| 2003 | I Gufi                 | Invito a cena con delitto                                                                             | 30                 | 29                         | 29                     | 88           |
| 2004 | Jolly & Maschere       | 3x2: prendi 3 paghi 2                                                                                 | 30                 | 29                         | 30                     | 89           |
| 2005 | Brot & Cativ           | Il seme della discordia                                                                               | 28                 | 27                         | 28                     | 83           |
| 2006 | Accademia della Satira | Io sono: una soluzione italiana                                                                       | 29                 | 29                         | 27                     | 85           |
| 2007 | Ocagiuliva             | Un'opera da tre soldi                                                                                 | 24                 | 30                         | 26                     | 80           |
| 2008 | Jolly & Maschere       | Dagli altari alla polvere in un batter d'ali                                                          | 30                 | 30                         | 30                     | 90           |
| 2009 | I Gufi                 | 15 minuti                                                                                             | 28                 | 30                         | 28                     | 86           |
| 2010 | Ocagiuliva             | Ciò che fece il dottor F.                                                                             | 30                 | 30                         | 30                     | 90           |
| 2011 | Brot & Cativ           | Tira gira                                                                                             | 30                 | 30                         | 28                     | 88           |
| 2012 | Ocagiuliva             | L'uomo dei sogni                                                                                      | 30                 | 30                         | 29                     | 89           |
| 2013 | I Gufi                 | Un canto di carnevale                                                                                 | 30                 | 29                         | 30                     | 89           |
| 2014 | Brot & Cativ           | Il facoltoso mago di Zò ovvero un sentiero dorato molto in salita                                     | 30                 | 30                         | 30                     | 90           |
| 2015 | I Gufi                 | Tre Colori: carro bianco                                                                              | 30                 | 30                         | 30                     | 90           |
| 2016 | I Gufi                 | Tre Colori: carro nero                                                                                | 30                 | 29                         | 30                     | 89           |
| 2017 | I Gufi                 | Tre Colori: carro blu                                                                                 | 29                 | 30                         | 30                     | 89           |
| 2018 | Ocagiuliva             | AP. in corso... attendere prego                                                                       | 29                 | 30                         | 29                     | 88           |
| 2019 | Brot & Cativ           | Quelli di sotto                                                                                       | 30                 | 30                         | 28                     | 88           |
| 2020 | Ocagiuliva             | Pizunèra                                                                                              | 30                 | 30                         | 30                     | 90           |
| 2022 | Figli della Baldoria   | I folli del Re, che tanto folle poi non è... Ovvero è folle chi si sente Re... o è Re chi folle lo è? | 30                 | 30                         | 27                     | 87           |
| 2023 | I Gufi                 | Butterflies                                                                                           | 29                 | 30                         | 28                     | 87           |
| 2024 | Ocagiuliva             | Con la testa piena                                                                                    | 30                 | 30                         | 23                     | 83           |
| 2025 | Jolly & Maschere       | Egomostri, ovvero aspettative abusive                                                                 | 30                 | 28                         | 30                     | 88           |

### Vittorie per società
Sono indicate solo le società di Prima Categoria che hanno vinto più di una volta il Carnevale.
In grassetto sono indicate le società attualmente esistenti.
| Società                | Vittorie | Anni                                                                               |
| ---------------------- | -------- | ---------------------------------------------------------------------------------- |
| Pipistrelli            | 14       | 1911, 1912, 1925, 1928, 1930, 1933, 1934, 1937, 1938, 1939, 1950, 1951, 1973, 1977 |
| Accademia della Satira | 13       | 1976, 1978, 1982, 1983, 1984, 1987, 1988, 1990, 1991, 1994, 1996, 2002, 2006       |
| Menghina               | 10       | 1888, 1892, 1894, 1895, 1898, 1899, 1900, 1901, 1902, 1908                         |
| I Gufi                 | 9        | 1992, 2000, 2003, 2009, 2013, 2015, 2016, 2017, 2023                               |
| Somarini               | 8        | 1910, 1915, 1920, 1921, 1922, 1923, 1926, 1927                                     |
| Ocagiuliva             | 6        | 2007, 2010, 2012, 2018, 2020, 2024                                                 |
| Treno                  | 5        | 1979, 1980, 1985, 1995, 1997                                                       |
| Jolly & Maschere       | 5        | 1955, 1998, 2004, 2008, 2025                                                       |
| Brot & Cativ           | 4        | 2005, 2011, 2014, 2019                                                             |
| Afidi nella Scarpa     | 3        | 1981, 1989, 1999                                                                   |
| Papero                 | 3        | 1970, 1975, 1986                                                                   |
| Società dei Venti      | 3        | 1884, 1885, 1893                                                                   |
| Filo                   | 2        | 1971, 1974                                                                         |
| Senzanome              | 2        | 1899, 1900                                                                         |
| Truvléin (Le Budrie)   | 2        | 1875, 1876                                                                         |
| Speranza               | 2        | 1948, 1949                                                                         |